# كريمة (ماهلية)

تعديل مصدري - تعديل

كريمة هي إحدى قرى عزلة قانية بمديرية ماهلية التابعة لمحافظة مأرب، بلغ تعداد سكانها 48 نسمة حسب تعداد اليمن لعام 2004.